# Casuarius casuarius
Il casuario australiano (Casuarius casuarius (Linnaeus, 1758)) è un uccello della famiglia dei Casuaridi.

## Descrizione

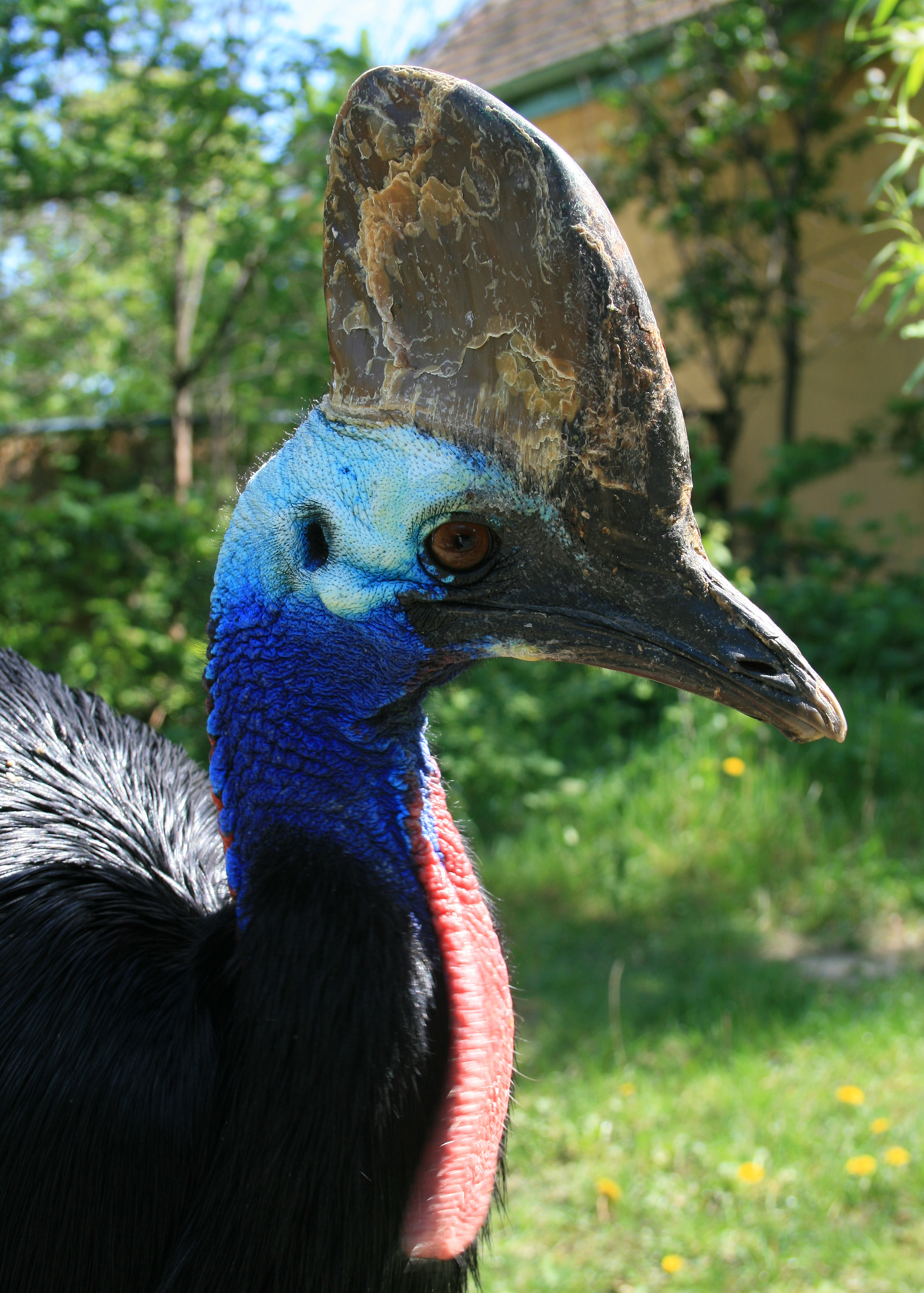
Primo piano di Casuarius casuarius

Il casuario australiano possiede un piumaggio rigido e ispido di colore nero, mentre il collo e la testa sono privi di piume e sono di un vivace colore azzurro, con una macchia rossa intorno alla base del collo, e due lunghi bargigli rossi che misurano fino a 17,8 centimetri di lunghezza che pendono dalla gola. La testa è adornata da una caratteristica cresta a "casco" marrone, che può misurare dai 13 ai 16,9 centimetri. Il becco può variare da 9,8 a 19 centimetri di lunghezza. I piedi di questi uccelli possiedono tre dita, di cui il primo dito presenta un letale artiglio a forma di pugnale lungo fino a 12 centimetri . Il piumaggio è sessualmente monomorfo, sebbene le femmine siano più grandi dei maschi e sono dotate di una cresta più alta, un becco più grande e pelle nuda più chiara. I pulcini hanno, invece, un piumaggio beige a strisce longitudinali marroni.
Il casuario australiano è forse il più grande membro della famiglia Casuariidae, ed è riconosciuto come il secondo uccello più pesante sulla terra, con un peso massimo stimato di 85 kg per un'altezza di 1,9 m. In media, questa specie varia da 1,27 a 1,7 m di lunghezza. L'altezza media è di circa 1,5-1,8 m; le femmine hanno un peso medio di 58,5 kg, mentre i maschi hanno un peso medio di 29–34 kg. Il casuario uniappendicolato ha all'incirca le stesse dimensioni ed è forse leggermente meno sessualmente dimorfico rispetto alla specie australiana. La maggior parte degli uccelli adulti pesa da 17 a 70 kg circa. Ciò lo rende tecnicamente il più grande uccello asiatico (data l'estinzione dello struzzo arabo) nonché il più grande uccello australiano (sebbene l'emù potrebbe essere leggermente più alto).

## Tassonomia

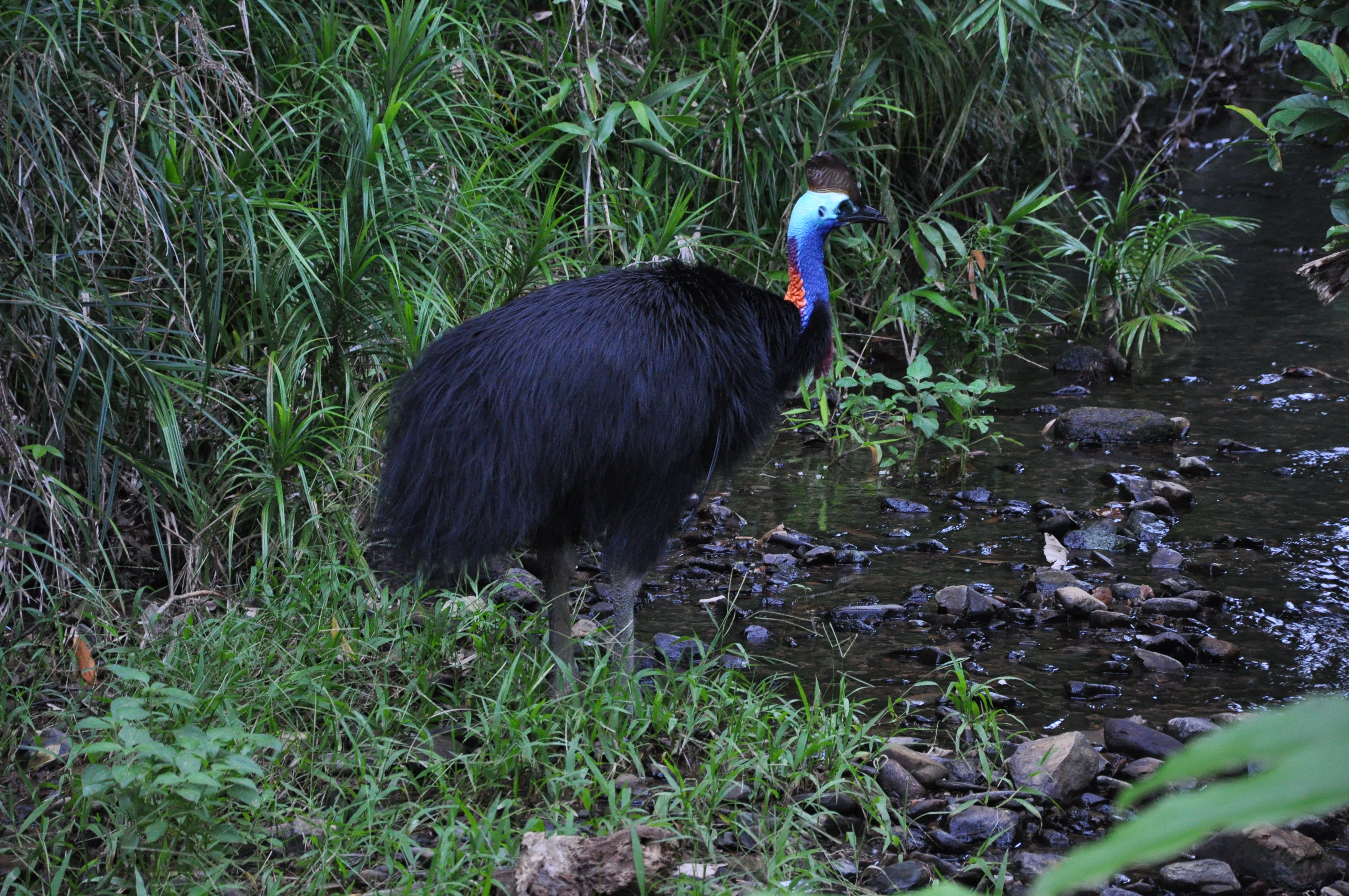
Un esemplare femmina vicino a Kuranda, Queensland, Australia

La maggior parte delle autorità scientifiche considera monotipico il casuario australiano, sebbene siano state descritte diverse sottospecie. Tuttavia, si è dimostrato arduo confermare la validità di queste sottospecie a causa delle variazioni individuali, legate all'età, alla scarsità di esemplari vivi, la stabilità degli esemplari (la pelle chiara della testa e del collo - la base della descrizione di diverse sottospecie — svanisce negli esemplari nel corso della vita) e la pratica di scambiare casuari vivi per migliaia di anni, alcuni dei quali probabilmente sono fuggiti o introdotti deliberatamente in altre regioni lontane dal loro habitat d'origine.
I casuari sono strettamente legati ai kiwi, ed entrambe le famiglie discendono da un antenato comune, vissuto circa 40 milioni di anni fa.
Il nome binomiale Casuarius casuarius deriva dal nome malese dell'animale kesuari. Il casuario australiano fu descritto per la prima volta da Carl Linneo, nella sua opera del XVIII secolo Systema Naturae, sotto il nome di Struthio casuarius, sulla base di un esemplare di Ceram, nel 1758. Questa specie rappresenta la specie tipo del genere Casuarius.
Il casuario australiano è stato descritto con un gran numero di nomi scientifici, che ora sono considerati sinonimi per la specie.

## Distribuzione e habitat
Questo uccello è diffuso in Indonesia, Nuova Guinea e Australia nordorientale. Predilige principalmente le foreste tropicali, sebbene sia stato avvistato anche in pianure, savane e mangrovie. La specie predilige altitudini inferiori ai 1 100 m (3 600 ft) in Australia e inferiore ai 500 m (1 600 ft) in Nuova Guinea.
| Località                                | Popolazione      | Stato di conservazione della popolazione |
| --------------------------------------- | ---------------- | ---------------------------------------- |
| Papua Nuova Guinea meridionale          | Sconosciuta      | In declino                               |
| Ceram                                   | Sconosciuta      | Sconosciuta                              |
| Isole Aru                               | Sconosciuta      | Sconosciuta                              |
| Australia nordorientale                 | Da 1,500 a 2,500 | In declino                               |
| Paluma Range National Park (Australia)  | Sconosciuta      | In declino                               |
| McIlwraith Range (Australia)            | 1000+            | In declino                               |
| Jardine River National Park (Australia) | Sconosciuta      | Sconosciuta                              |
| Totale                                  | 2,500+           | In declino                               |

## Biologia

### Comportamento

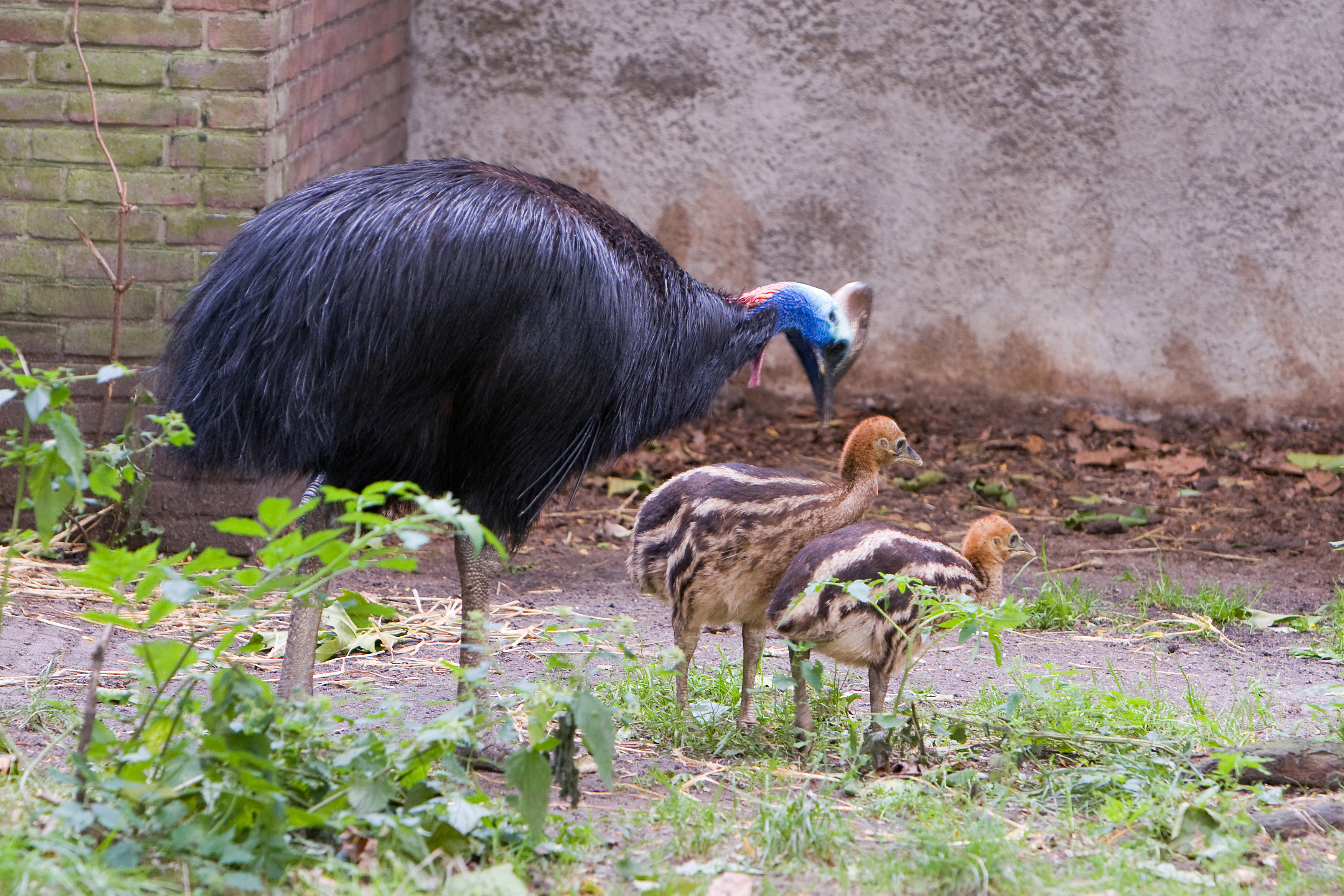
Maschio adulto con due pulcini, allo zoo di Artis

I casuari australiani si nutrono di frutti caduti sul suolo della foresta, e sono in grado di digerire in sicurezza alcuni frutti tossici per altri animali. Questi uccelli si nutrono anche di funghi, insetti e piccoli vertebrati. Il casuario australiano è un uccello solitario, che si accoppia solo durante la stagione riproduttiva, a fine inverno o primavera. Il maschio costruisce il nido al suolo, costituito da materiale vegetale dallo spessore compreso tra i 5 e i 10 cm, abbastanza spesso da permettere all'umidità di defluire dalle uova, e largo fino a 1 m. Dopo che la femmina ha deposto le uova è il maschio a covarle e ad allevare i pulcini da solo. In genere vengono deposte fino a 3 o 4 uova per covata, che misurano da 95 a 138 mm. Le uova hanno una superficie granulata e inizialmente sono di colore verde brillante, per meglio mimetizzarsi con il suolo, sebbene sbiadiscano con il tempo.
I casuari australiani sono solitamente silenziosi, tranne che durante la stagione riproduttiva dove emettono forti suoni a bassa frequenza. La vocalizzazione a "boom" prodotta dai casuari è il richiamo di uccello con la frequenza più bassa registrata ed è al limite inferiore dell'udito umano. Altri suoni registrati da questi uccelli includono sibili e brontolii. I pulcini emettono fischi acuti frequenti per chiamare il padre.
Se messo alle strette o se si sente minacciato il casuario può divenire molto aggressivo e usare i suoi artigli a pugnale delle zampe posteriori, sferrando potenti calci, che possono provocare serie ferite e persino uccidere uomini o altri animali. Tuttavia, solitamente questi animali preferiscono la fuga allo scontro, ricorrendo a queste letali armi solo se provocati o per difendere la prole.

## Conservazione

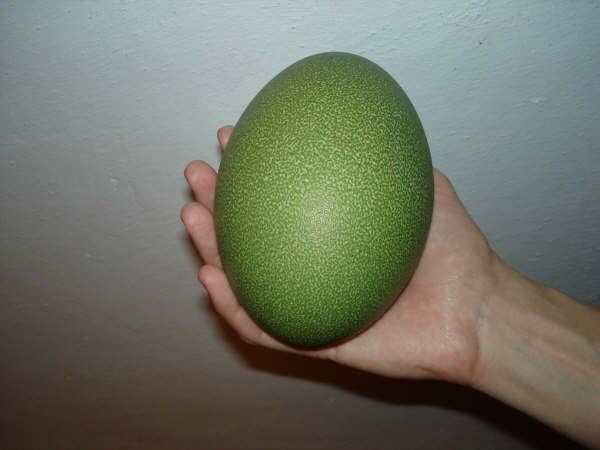
Uovo di Casuarius casuarius

Sebbene la popolazione del casuario australiano sia in declino a causa della continua perdita di habitat, caccia eccessiva, ed introduzione di specie invasive, questo uccello, nel 2017, è stato valutato come a rischio minimo sulla Lista Rossa IUCN delle specie minacciate. Tuttavia, la popolazione australiana è elencata come in pericolo ai sensi della legislazione federale e dello stato del Queensland. Alcune minacce sono la perdita dell'habitat (disboscamento), animali domestici randagi che mangiano le loro uova e uccidono i pulcini, la caccia eccessiva e gli incidenti stradali. La costruzione di strade, l'introduzione di specie domestiche invasive, e la caccia sono le peggiori di queste minacce. In uno studio del 2002, risulta diffuso su un'area di 396 000 km2  in cui è stimata la presenza di 10 000 - 20 000 esemplari, di cui 1500-2500 in Australia.
I casuari australiani sono aggiunta esotica e colorata in molti giardini zoologici di tutto il mondo, come alla White Oak Conservation di Yulee, in Florida, negli Stati Uniti. In Italia, gli unici parchi a possedere esemplari di casuario australiano sono L'Oasi degli Animali, nei pressi di Torino,  il Parco Natura Viva, Bussolengo, il Bioparco di Roma e il parco faunistico Cappeller a Cartigliano(vi)

## Galleria d'immagini

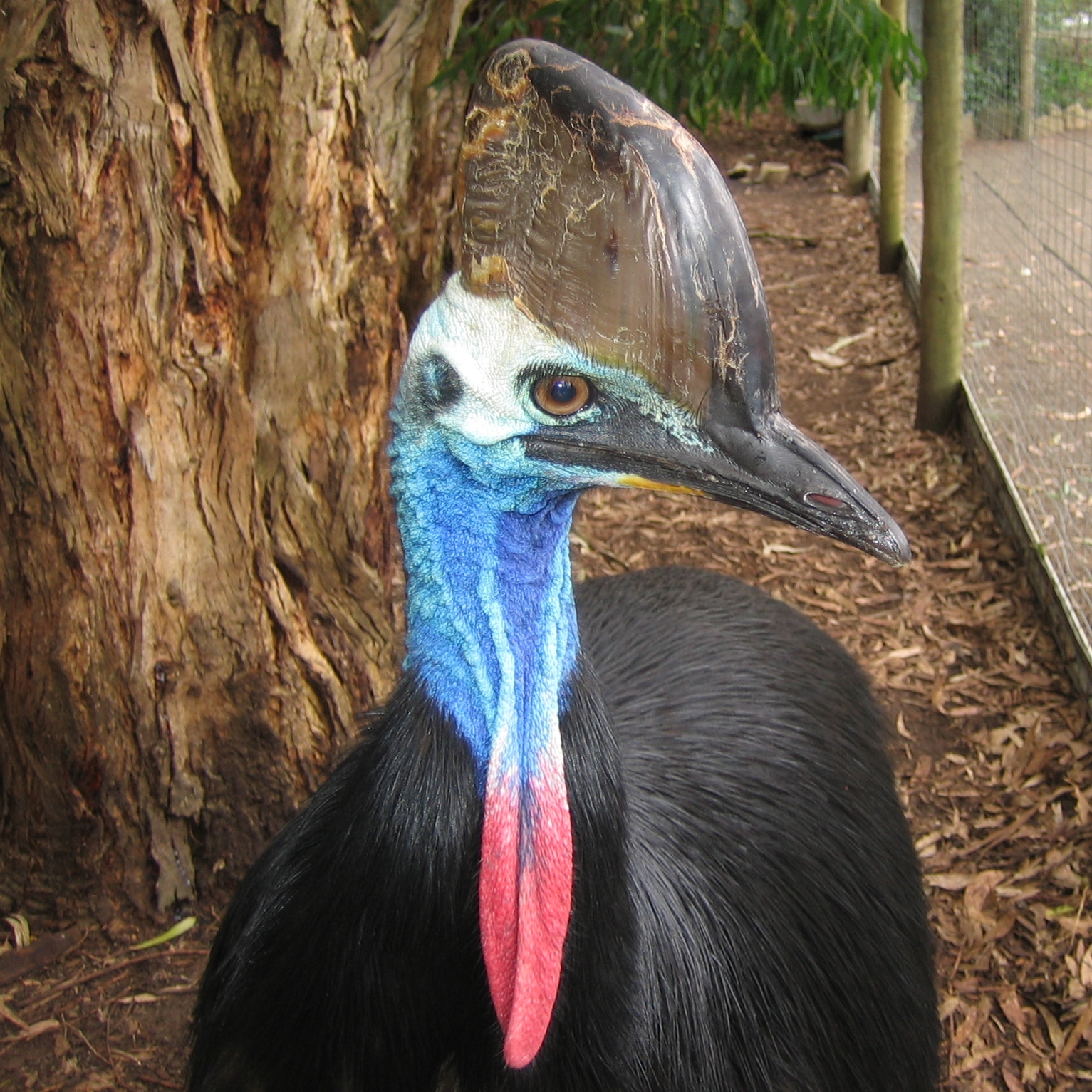
Primo piano
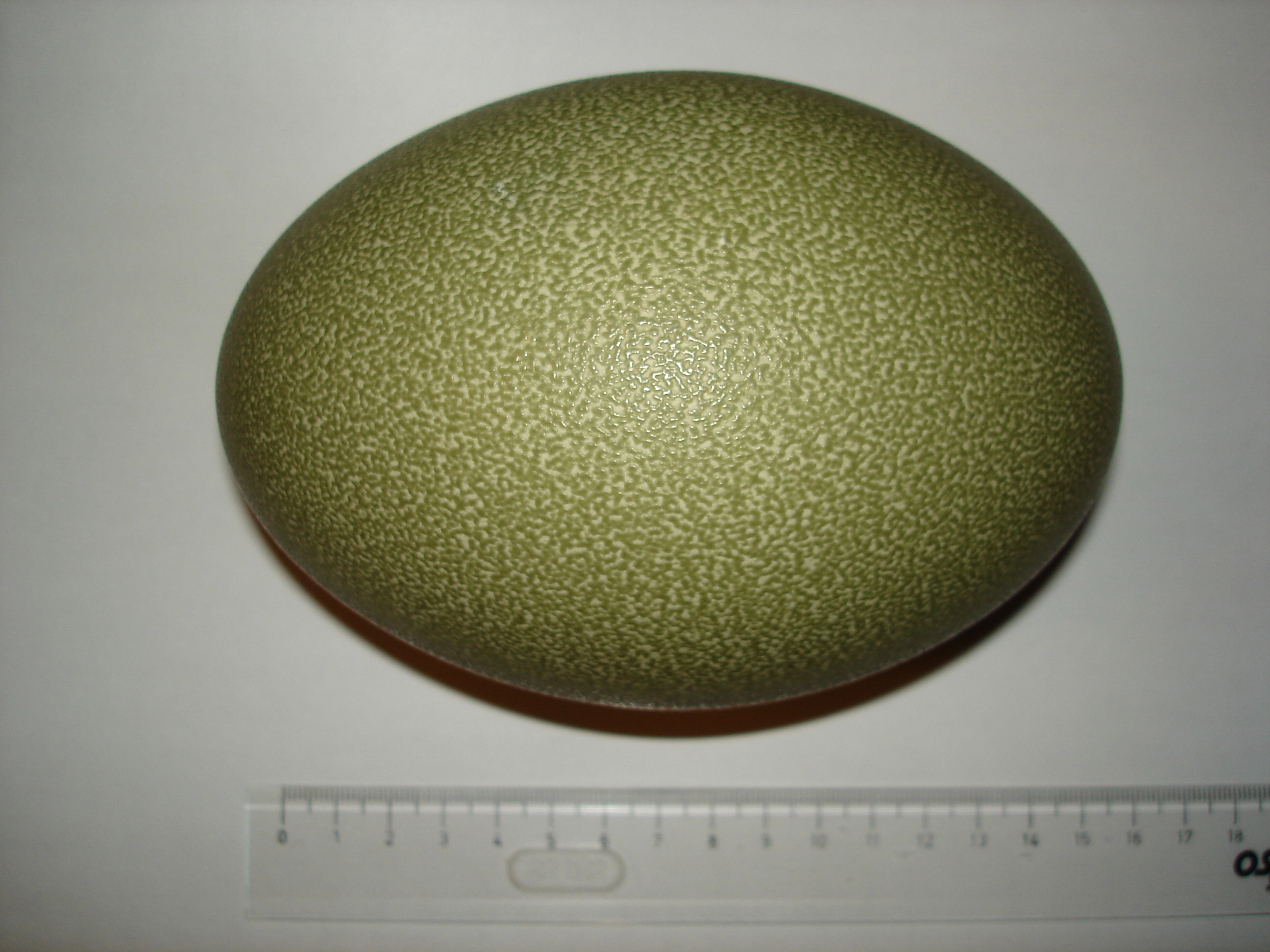
Uovo
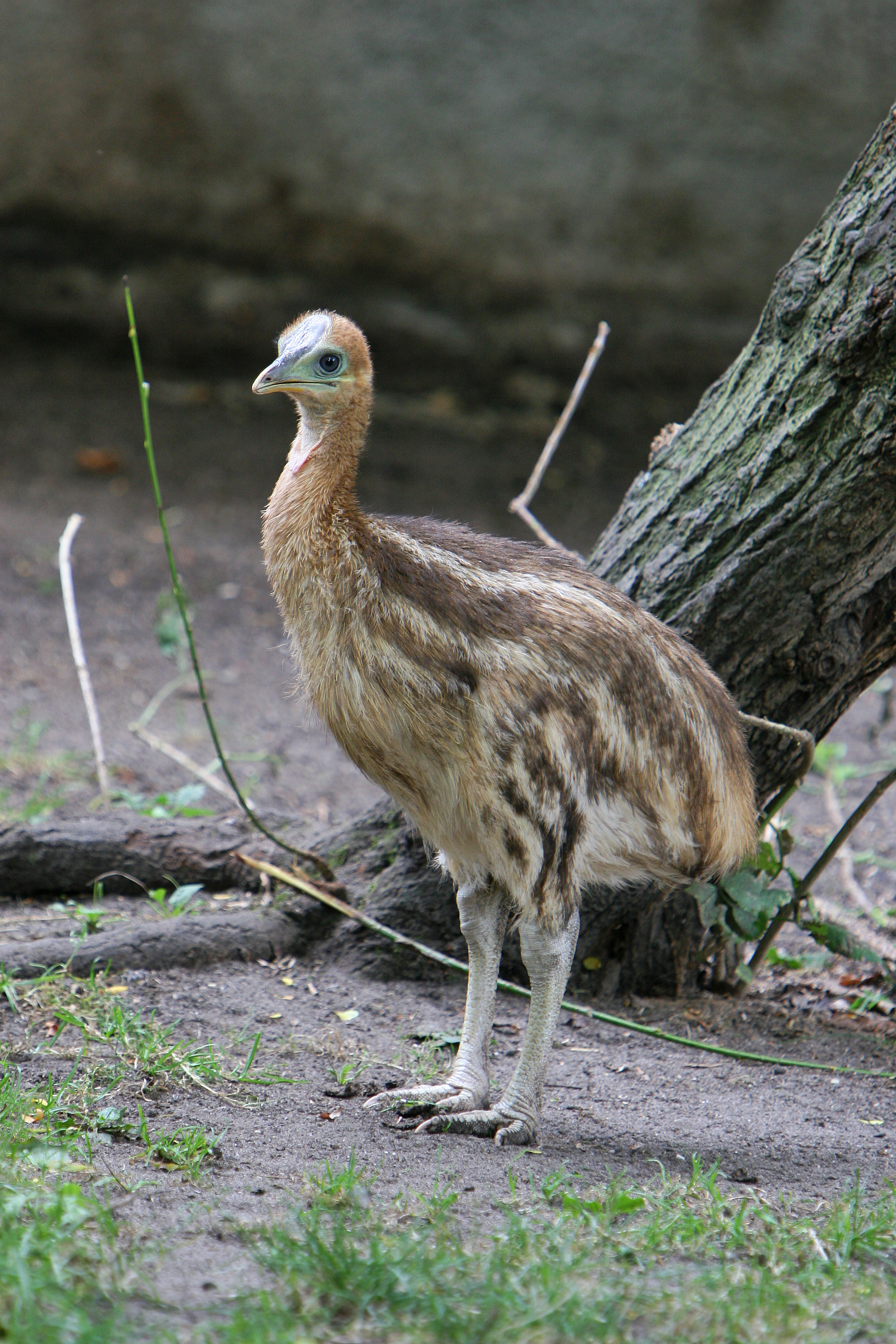
Pulcino al Artis Zoo, Paesi Bassi
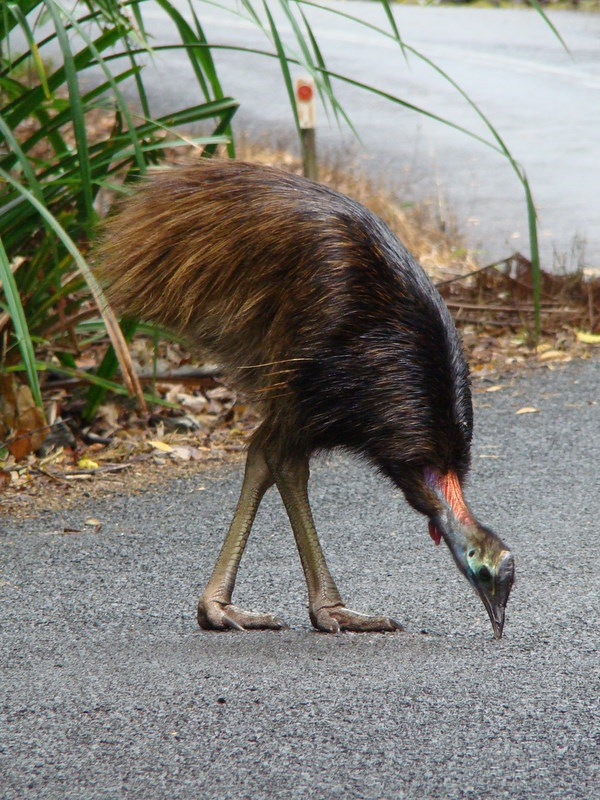
Un pulcino più cresciuto, in Australia
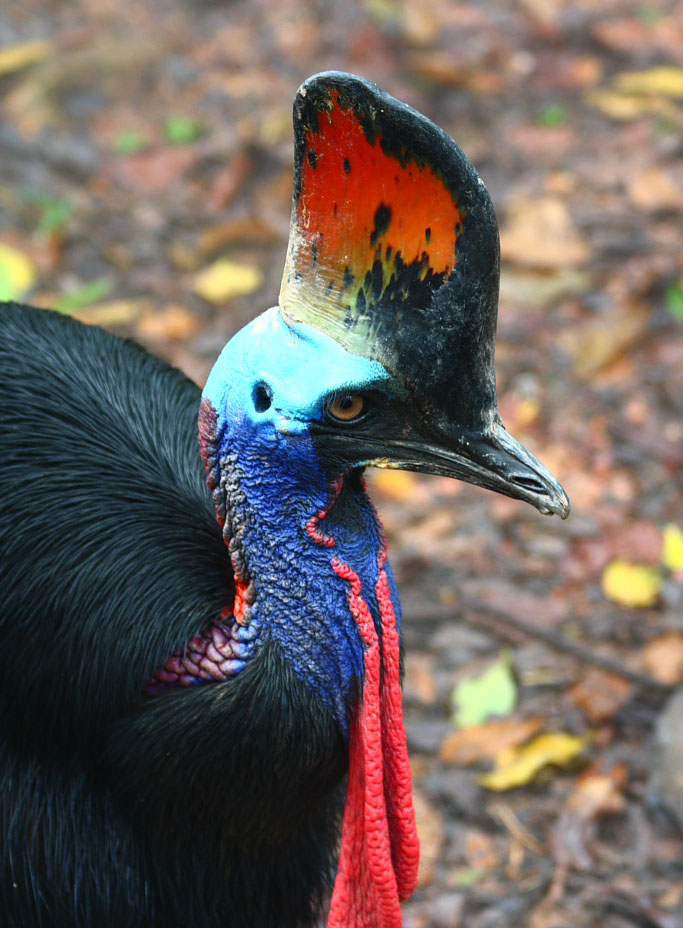
Primo piano
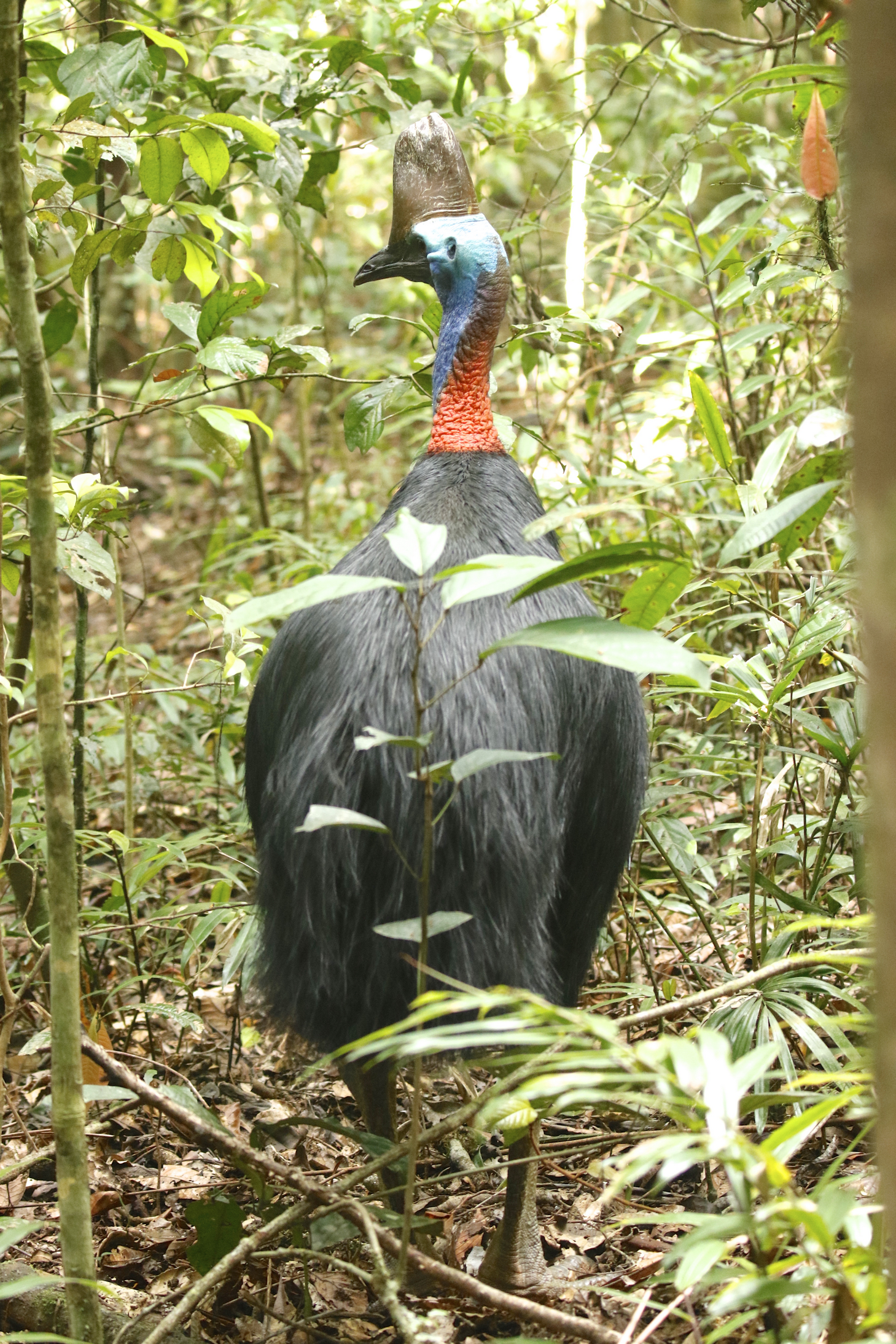
Esemplare al Mount Hypipamee Nat’l Park, Australia.